# ألفرد ن. فيليبس
ألفرد ن. فيليبس هو سياسي أمريكي، ولد في 23 أبريل 1894 في دارين في الولايات المتحدة، وتوفي في 18 يناير 1970 في ستامفورد في الولايات المتحدة. نشط حزبياً في الحزب الديمقراطي. وقد انتخب عضو مجلس النواب الأمريكي ‏.